# Neues Lausitzisches Magazin
Le Neue Lausitzische Magazin (NLM) est l'organe de publication de la Société des sciences de Haute-Lusace (de).

## Histoire
Les deux premiers volumes publiés par la Société des sciences de Haute-Lusace sont intitulés Provinzialblätter oder Sammlungen zur Geschichte, Naturkunde, Moral und anderen Wissenschaften et paraissent entre 1781 et 1783. Le Lausitzische Magazin est publié indépendamment en 25 ans, de 1768 à 1792. En 1793, Christian August Pescheck (de) cède par contrat son Lausizische Monatsschrift oder Beyträge zur natürlichen, ökonomischen und politischen Geschichte der Ober- und Niederlausiz und der damit grenzenden Landschaften à la Société de Haute-Lusace. Elle continue sous le nom de Lausizische Monatschrift jusqu'en 1799. Il est suivi par le Neue Lausizische Monatsschrift, paru de 1800 à 1808. Puis les guerres napoléoniennes interrompent les activités éditoriales de la société. Le Wochenblatt für die Lausitz und den Cottbusser Kreis (1811), la revue Vergangenheit und Gegenwart (1812) et le Vaterländische Monatsschrift zunächst für beide Lausitzen (1813), édités par Friedrich Gottlieb Heinrich Fielitz le Jeune (de), chacun n'apparaît que pendant une courte période,.
Ce n'est qu'en 1821 que la publication d'un magazine reprend et s'appelle Neues Lausitzisches Magazin - en référence à l'un de ses prédécesseurs. En 1941, 117 volumes ont été publiés. Le magazine contient des index dans les volumes 46 (1869, volumes 1 à 44, 1822 à 1868), 76 (1900, pour les volumes 1 à 75, 1822 à 1899), 86 (1910, pour les volumes 76 à 85, 1900 à 1909), 102 (1926, pour les volumes 86-101, 1910-1925) et 112 (1936, volumes 102-111, 1926-1935). Le volume 118 de 1942 est probablement encore imprimé, mais n'est plus livré. La quasi-totalité du tirage est détruite pendant la Seconde Guerre mondiale. Les archives éditoriales du Neue Lausitzisches Magazin contiennent la modification pas entièrement complète du volume 119, qui devait paraître en 1943. Après leur découverte, les deux volumes sont reproduits en quatre exemplaires chacun et remis à la Bibliothèque des sciences de Haute-Lusace (de), aux Archives de la ville de Görlitz, à la Bibliothèque d'État de Saxe et aux Archives d'État de Dresde. Le Neue Lausitzische Magazin est à nouveau publié depuis 1998, jusqu'en 2011 (tome 14) avec le sous-titre Neue Folge. Depuis 2012 (volume 134), le comptage s'effectue sur toute la période de création.
Les éditeurs sont :
- Volumes 1 à 8 (1822 à 1830) : Johann Gotthelf Neumann
- Volumes 9 à 12 (1831 à 1834) : Christian Adolf Pescheck (de)
- Volumes 13-22 (1835-1844) : Joachim Leopold Haupt (de)
- Volumes 23-24 (1846-1847) : Ernst Tillich (de)
- Volumes 25-26 (1849) : Johann Carl Otto Jancke (de)
- Volumes 27-33 (1850-1856) : CG Th. Neumann (de)
- Volumes 34-35 (1857-1858) : Gustav Köhler (de)
- Volumes 36-40 (1859-1863) : Gottlob Traugott Leberecht Hirche (de)
- Volumes 41-42 (1864-1865) : Titus Wilde
- Volumes 43-51 (1866-1874) : EE Struve (de)
- Volumes 52-64 (1876-1888) : Karl Friedrich Schönwälder (de)
- Volumes 65-119 (1889-1943) : Richard Jecht (de)